# Podul Latinilor din Sarajevo
Podul Latinilor (în sârbă Латинска ћуприја, cu alfabetul latin: Latinska ćuprija) este un pod din Sarajevo atestat din 1541 ca pod de lemn, iar din 1565 ca pod de piatră. Numele podului provine de la faptul că leagă Catedrala Catolică de cartierul Latinluk (locuit în secolele XVI-XIX preponderent de europeni occidentali). În perioada Iugoslaviei s-a numit Principov most, după Gavrilo Princip, adolescentul care a comis Atentatul de la Sarajevo, folosit drept motiv (casus belli) pentru declanșarea Primului Război Mondial.